# Gaspar Arredondo
Gaspar Arredondo (n. Madrid; 1744 - f. Santiago; 1815), tercer alcalde del municipio de Rancagua. Natural de España, llegó a Chile en 1770, después de contraer matrimonio con Ninfa Ojeda Rojas, una aristócrata española, y vinieron con sus suegros a hacerse cargo de tierras del Aconcagua, en Chile.
Alcalde de Rancagua en 1796, ocupó el cargo hasta 1798. Posteriormente fue parte del Cabildo de Rancagua, como vocal, hasta 1801. Ese año firmó, junto a José Fernández de Valdivieso, Baltazar Ramírez, Pedro José Baeza y Juan Carrasco un acta de reclamos contra el alcalde de ese año, Francisco Baeza, no obstante reconociendo sus méritos, sin embargo, Arredondo era el más enconado de los reclamantes, sin embargo no tuvo lugar sus peticiones de retirarle del cargo.